# Marcelo Djian
Marcelo Kiremitdjian, detto Marcelo Djian (San Paolo, 6 novembre 1966), è un ex calciatore brasiliano, di ruolo difensore.

## Caratteristiche tecniche
Giocava come difensore centrale. I suoi punti forti erano il senso della posizione e l'efficacia in marcatura.

## Carriera

### Club
Debuttò il 18 ottobre 1987 in Corinthians-Sport Club Internacional 1-1, vincendo prima il campionato Paulista nel 1988 e poi il Campeonato Brasileiro Série A 1990, vincendo la Bola de Prata come miglior difensore centrale della competizione, attirando così su di sé l'attenzione dell'Olympique Lyonnais, che lo acquistò nel 1993. Con la maglia della squadra francese giocò più di cento partite.
Al momento di tornare in Brasile, l'intenzione del giocatore era di tornare al Corinthians, ma si trovò al centro di un contenzioso tra Cruzeiro e Goiás, che sostenevano entrambe di averlo messo sotto contratto; la giustizia sportiva diede ragione al Cruzeiro e Marcelo Djian si affermò come titolare in breve tempo. Si è ritirato nel 2003 con la maglia dell'Atlético Mineiro.

### Nazionale
Ha giocato due partite con il Brasile tra il 1989 e il 1992.

## Palmarès

### Club

#### Competizioni statali
- Campionato paulista: 1

Corinthians: 1988

#### Competizioni nazionali
- Campionato brasiliano: 1

Corinthians: 1990
- Supercoppa del Brasile: 1

Corinthians: 1991
- Campionato Mineiro: 1

Cruzeiro: 1998
- Coppa del Brasile: 1

Cruzeiro: 2000

### Individuale
- Bola de Prata: 2

1990, 1998